# Corc gros
El corc gros (Hylotrupes bajulus) és una espècie de coleòpter polífag de la família dels cerambícids. És una de les diverses espècies anomenades vulgarment corcs de la fusta.

## Larves

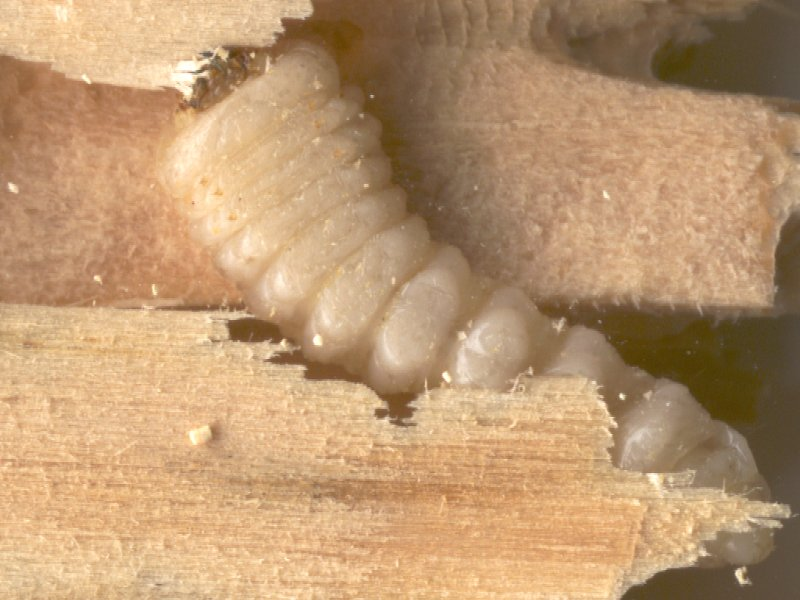
Corc o larva

Els corcs són de color blanquinós, amb mandíbules amb regió distal regularment arrodonides i tres ocels laterals a cada costat. Front amb el marge anterior simple i ampulars ambulacrals que no tenen tubercles arrodonits.

## Adults
Els adults tenen una longitud de 8 a 20 mm i són de color marró fosc. Tenen el cap, puntejada densament, les antenes bru vermelloses o vermellós fosques. El tòrax es troba recobert per una pubescència clara, llarga i densa. El pronot, transvers, finament i dispers sobre el disc. Són difícils d'observar com que tenen vida molt curta (quinze dies per als mascles i vuit per les femelles). Les femelles ponen entre 140 i 200 ous.

## Danys
La larva ataca exclusivament les coníferes, especialment els pins. 
 Aquest insecte ocasiona greus perjudicis en la fusta de construcció i fusteria: armadures de teulades, pals, entarimats, marqueteria, etc.